# غوران أباد باشايي
غوران‌ أباد باشايي هي قرية في مقاطعة نقدة، إيران. يقدر عدد سكانها بـ 27 نسمة بحسب إحصاء 2016.